# Кутеней (национальный парк)

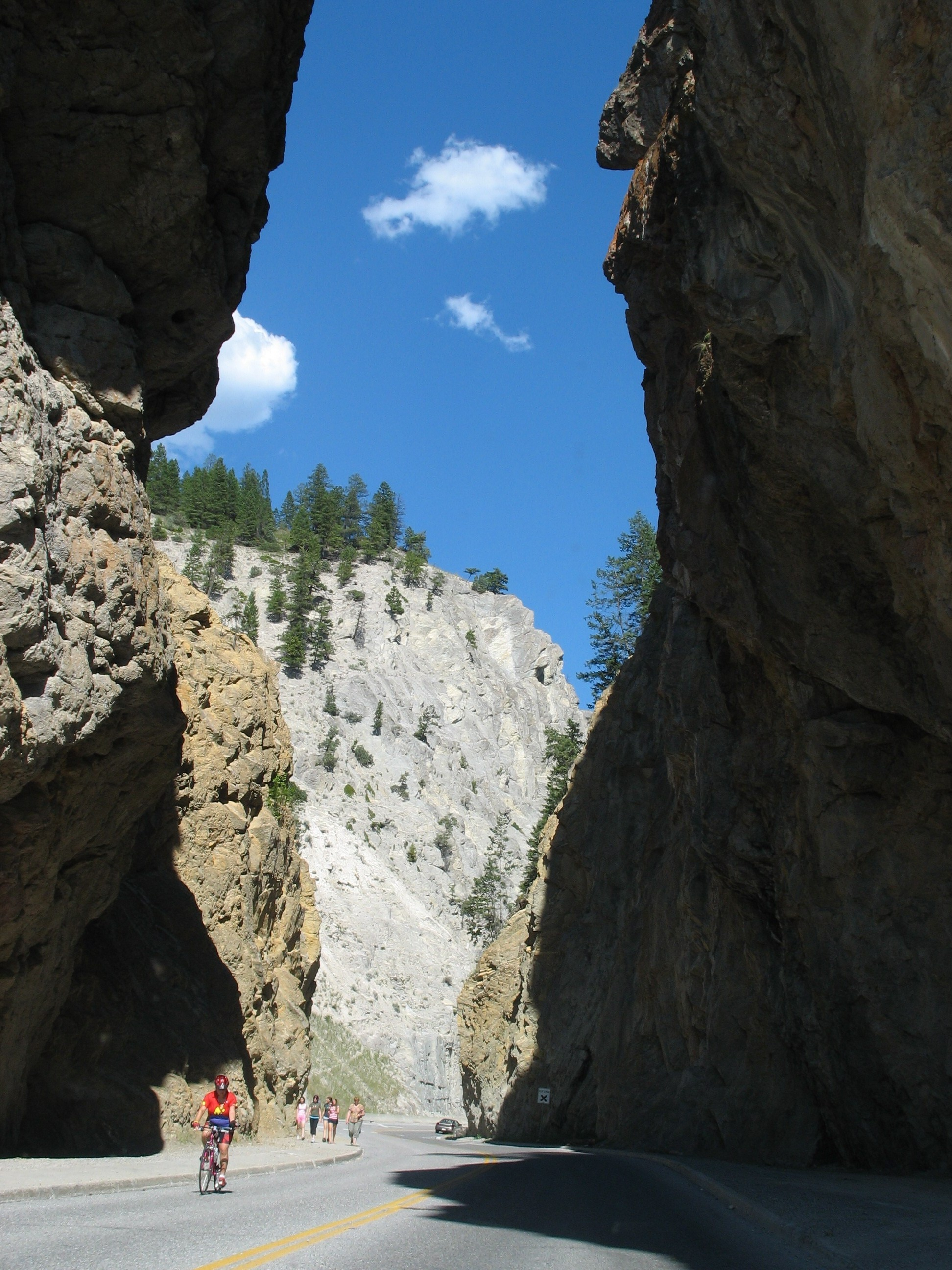
Въезд в национальный парк

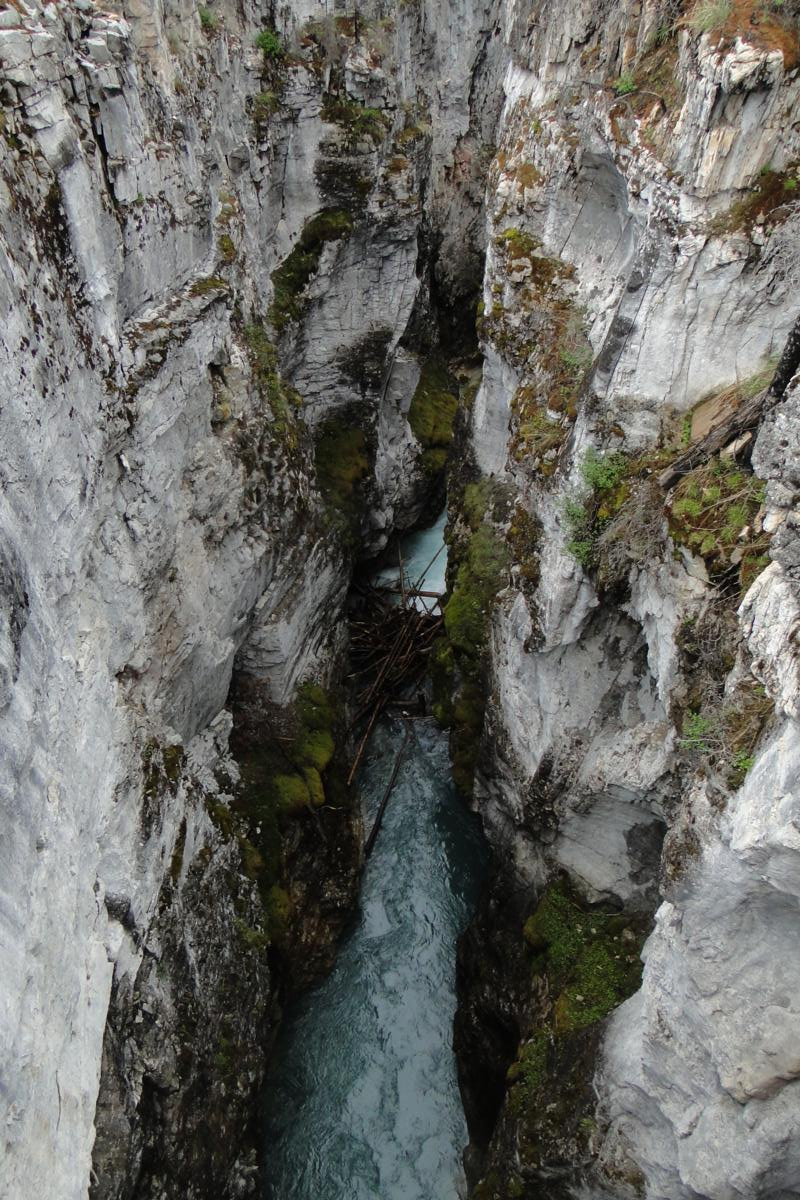
Глубокий и узкий каньон

Национальный парк Кутеней (англ. Kootenay National Park, фр. Parc national de Kootenay) — национальный парк Канады, расположенный на юго-востоке канадской провинции Британская Колумбия. Природное разнообразие отражает девиз парка «От кактусов к ледникам».

## История

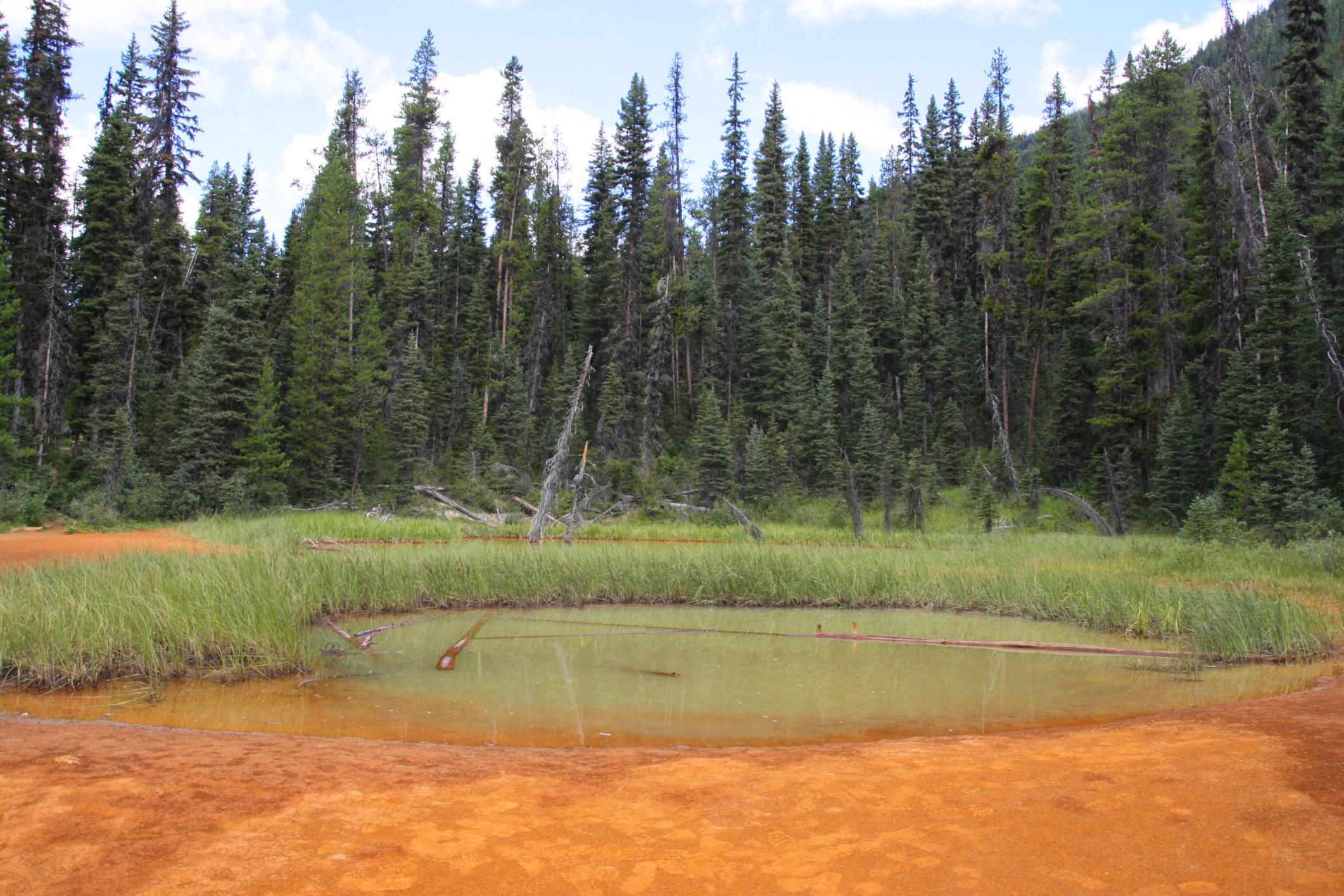
Холодные источники Пойнт-Потс.

Тысячи лет зона парка была традиционным местом проживания индейских общин кутеней (или ктунаха) и кинбаскет. По мнению археологов в горах были расположены сезонные охотничьи стоянки. Кроме того, индейцы периодически пересекали горы для охоты на бизонов на равнинах восточнее гор.
Холодные источники, богатые железом и расположенные на территории парка, издавна привлекали индейцев с разных сторон гор. В этом месте добывалась «красная земля», или красная охра для рисования. В начале XX века производилась коммерческая добыча красной охры.

## Физико-географические характеристики
Скалистые горы образовались в результате подвижек земной коры, когда силы, движущиеся с запада, спрессовали горные породы, ломая их и образуя складки. Последующая эрозия повлияла на образование рек и озёр, долин и каньонов.
Только в парке Кутеней, в южной его части, расположена горная котловина (англ. Rocky Mountain Trench). Котловина представляет собой длинную долину, протянувшуюся от границы США, до границы с Юконом, которая отделяет скалистые горы от намного более древних гор Колумбия.
На территории парка расположены как горячие источники, так и холодные родники. Горячие источники находятся в каньоне Синклэр (англ. Sinclair Canyon) и разломе Рэдуолл (англ. Redwall Fault). Холодные источники, богатые железом, расположены в Паинт-Потс (англ. Paint Pots).
|                                  |              |
| Ледниковое озеро, июль 2004 года | Река Кутеней |

## Флора и фауна
На территории парка представлены различные экозоны, включая льды и камни, альпийскую тундру выше линии деревьев, субальпийские луга и леса ниже уровня деревьев, горные долины. Основное разнообразие растительного и животного мира представлено в горных долинах.
В юго-западной части парка представлены дугласовая пихта, жёлтая осина, злаковые. Здесь также можно встретить кактусы. Животный мир парка также богат и разнообразен. В парке обитают гризли и чёрные медведи, волки, койоты, пумы, рыси, росомахи, куницы, сурки, чернохвостые и белохвостые олени, лоси, горные козлы и снежные бараны.
Горные козлы, которые обитают на склонах горы Вардл, являются символом парка и находятся под особой защитой парка.
|               |                       |                         |
| Снежный баран | Lilium philadelphicum | Бараны на горном склоне |

## Охрана территории

Парки Канадских скалистых гор

Парк был основан в 1920 году как часть соглашения между федеральным и провинциальным правительствами. Основу соглашения составляло строительство шоссе Банф-Виндермере, которое стало первой автодорогой через канадские скалистые горы. Строительство автодороги было завершено в 1922 году.
Парк представляет собой экосистему юго-западной части канадских скалистых гор. В канадской части скалистых гор расположено пять национальных парков: Кутеней и Йохо в западной части, Банф, Джаспер и Уотертон-Лейкс — в восточной. С 1984 года национальный парк Кутеней является частью объекта Всемирного наследия Парки Канадских скалистых гор, который включает в себя семь национальных и провинциальных парков.